# Richard Grenell

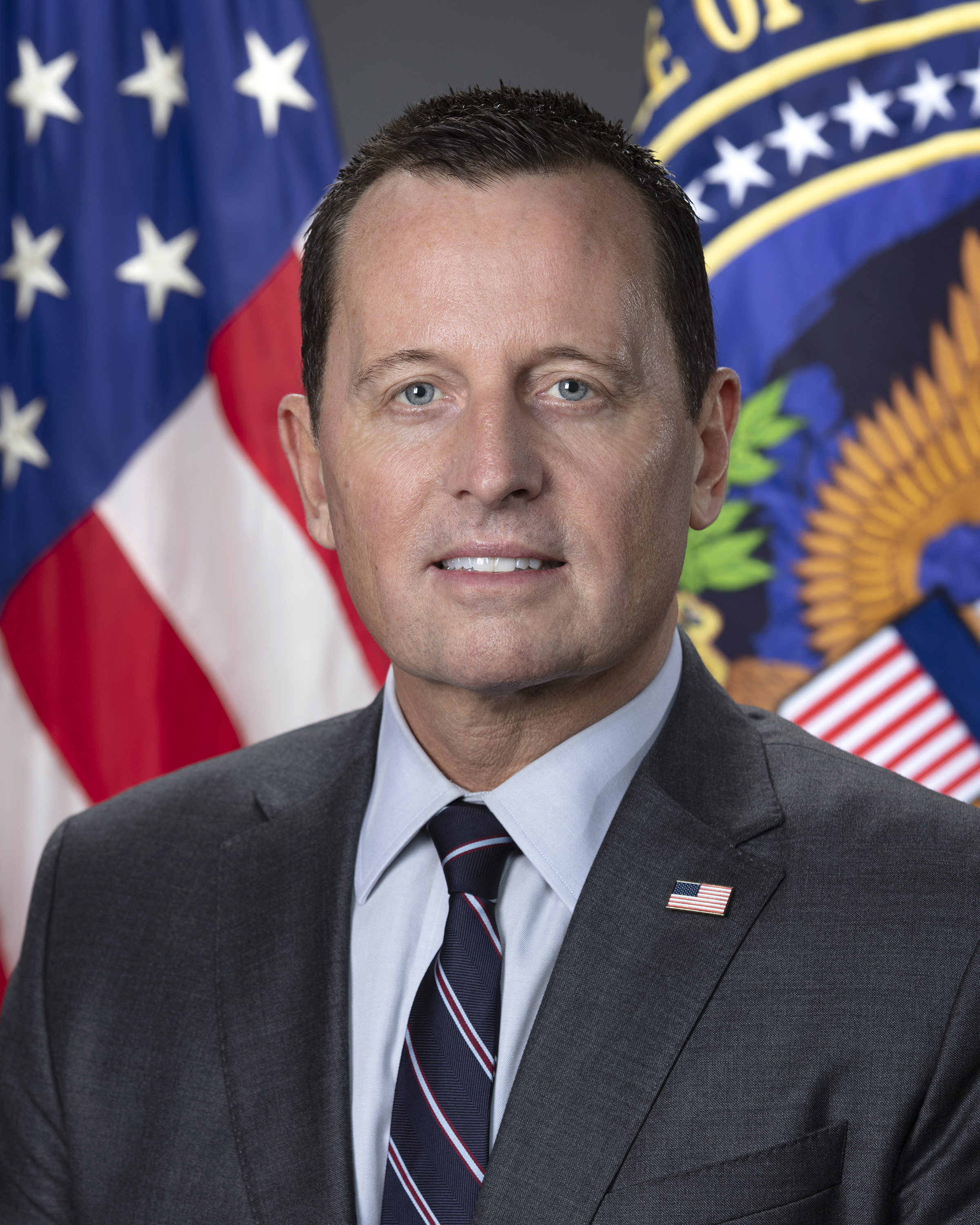
Amtsporträt

Richard Allen Grenell (* 18. September 1966 in Jenison, Michigan) ist ein US-amerikanischer politischer Kommentator und Diplomat. Seit 20. Januar 2025 ist er Sondergesandter für Sondermissionen unter Präsident Donald Trump. Vom 8. Mai 2018 bis 1. Juni 2020 war er der Botschafter der USA in Deutschland. Am 4. Oktober 2019 ernannte ihn US-Präsident Donald Trump zusätzlich zum Sondergesandten für die Friedensverhandlungen zwischen Serbien und dem Kosovo. Dieses Amt hatte er bis zum 20. Januar 2021 inne. 
Grenell war vom 21. Februar bis 26. Mai 2020 kommissarischer Nachfolger des ebenfalls kommissarisch amtierenden Direktors der US-Nachrichtendienste, Joseph Maguire, im Kabinett Trump I. Er blieb weiterhin Botschafter in Deutschland. Im März 2020 kündigte er an, als Botschafter zurückzutreten, sobald ein dauerhafter Nachfolger für sein Amt als Direktor der Nachrichtendienste vom Senat bestätigt sei. Seinen Rücktritt am 1. Juni 2020 teilte er der Öffentlichkeit auf seinem privaten Instagram-Konto mit.

## Leben
Grenell gehört der Republikanischen Partei an. Nach seinem Bachelorabschluss in Government and Public Administration an der Evangel University, einer Einrichtung der Pfingstbewegung, erwarb Grenell einen Master in Öffentlicher Verwaltung an der Harvard Kennedy School. Er war bei Fox News als Kommentator tätig.
2001 wurde Grenell von Präsident George W. Bush zum Sprecher des US-Botschafters bei den Vereinten Nationen ernannt. Er hatte dieses Amt unter vier Botschaftern bis September 2008 inne und war damit der am längsten amtierende US-Pressesprecher bei den Vereinten Nationen. Anschließend war er freiberuflich publizistisch tätig, unter anderem für Breitbart News Network.
Als er 2012 zur Romney-Präsidentschaftskampagne stieß, bereinigte Grenell massiv seine Twitter-Historie. Im Mai 2012 musste Grenell Romneys Wahlkampfteam schon nach kurzer Zeit verlassen, wegen ideologischen Widerstands gegen seine sexuelle Orientierung.
Bis zu seiner Ernennung als Botschafter betrieb Grenell eine PR-Firma. Zu seinen Mandanten zählte unter anderem der moldawische Oligarch Vladimir Plahotniuc, was Grenell gemäß Foreign Agents Registration Act hätte melden müssen.
Bevor Trump zum Präsidentschafts-Kandidaten gekürt wurde, hatte Grenell ihn als gefährlich bezeichnet und stattdessen John Kasich unterstützt.
Im März 2017 meldete Breitbart verfrüht, Grenell solle US-Botschafter bei der NATO werden; tatsächlich ging der Posten an Senatorin Kay Bailey Hutchison. Zuvor war Grenell als Kandidat für eine Botschafterstelle mit internationaler Bedeutung gehandelt worden, doch auch den Posten des UN-Botschafters erhielt er nicht.
Nach Nikki Haleys Rücktritt als UN-Botschafterin wurde Grenell erneut als möglicher Nachfolger gehandelt, ebenso wie nach der Entlassung des Nationalen Sicherheitsberaters John R. Bolton.
Im Namen der Trump-Administration führte Richard Grenell eine globale Initiative zur Entkriminalisierung von Homosexualität an.
Am 21. Februar 2020 wurde Grenell von Donald Trump zum kommissarischen US-Geheimdienstkoordinator ernannt und am 26. Mai 2020 von John Ratcliffe abgelöst.
Von seiner ehemaligen Fox-News-Kollegin Kiron Skinner erhielt Grenell 2020 einen Posten an der Carnegie Mellon University. Die Berufung war derart umstritten, dass die Universität den Vorgang prüfte und ein elfseitiges Gutachten dazu veröffentlichte.

## Botschafter in Deutschland
Im Juli 2017 wurde bekannt, dass Grenell als Botschafter der USA in Deutschland vorgesehen war. Seine Bestätigung durch den Senat dauerte ungewöhnlich lang; der Posten war mehr als ein Jahr unbesetzt. Am 26. April 2018 bestätigte der Senat der Vereinigten Staaten die Nominierung Grenells zum Botschafter in der Bundesrepublik Deutschland. Mit seiner Akkreditierung im Bundespräsidialamt in Berlin am 8. Mai 2018 trat er das Amt offiziell an.
Noch am selben Tag verlangte er von der deutschen Wirtschaft den Rückzug aus Geschäften mit dem Iran. So sagte er, dass jeder, der mit dem Iran in Zukunft Geschäfte macht, „dafür bezahlen“ müsse. Inhalt und Form der Forderung wurden von deutschen Politikern und Vertretern der deutschen Wirtschaft scharf kritisiert. Der Diplomat Wolfgang Ischinger gab Botschafter Grenell den Rat, seinem Gastland keine Instruktionen zu erteilen.
Grenell war in Deutschland umstritten; ihm wurde der wiederholte Verstoß gegen die diplomatische Etikette vorgeworfen, weil er im Gastland direkte Handlungsanweisungen formulierte.
Nach dem Luftangriff auf Damaskus und Homs der USA und ihrer Verbündeten kritisierte Grenell Deutschland dafür, sich nicht an dem Militärschlag beteiligt zu haben.
Am 3. Juni 2018 veröffentlichte Breitbart News ein Interview, in dem Grenell erklärte, sich zur Stärkung „konservativer Kräfte“ aktiv in Europa einmischen zu wollen. Dies wie auch seine Einladung an den österreichischen Kanzler Sebastian Kurz führte in der Bundesregierung zu Irritationen.
2019 erneuerte Grenell gegenüber der Welt am Sonntag seine Forderung, die Iran-Sanktionen der USA nicht über den INSTEX-Mechanismus auszuhebeln: „Amerikanische Sanktionen zu umgehen ist nicht ratsam.“ Er drohte außerdem Unternehmen mit Sanktionen, die sich an Nordstream 2 beteiligen.
Wiederholt mahnte Grenell an, Deutschlands Verteidigungs-Ausgaben müssten entsprechend dem NATO-Ziel steigen. In diesem Zusammenhang hatte Präsident Trump mehrfach angedeutet, die USA könnten sich aus der NATO zurückziehen. Im September 2018 hingegen verlegten die USA 1500 zusätzliche Soldaten nach Deutschland. Im Mai 2019 meldete Deutschland deutlich gesteigerte Militär-Investitionen. Im August 2019 drohte Grenell wieder mit dem Abzug amerikanischer Truppen aus Deutschland.
Grenell reiste zu mehreren KZ-Gedenkstätten und enthüllte im April 2019 im KZ Flossenbürg eine Gedenktafel für Dietrich Bonhoeffer.
Ein Schwerpunkt-Thema Grenells waren Sanktionen gegen iranische Terror-Finanzierung. Er setzte sich bei der Bundesregierung für den Einzug der Betriebserlaubnis der privaten iranischen Fluggesellschaft Mahan Air ein, den das  Luftfahrtbundesamt im Januar 2019 umsetzte. Im September 2019 forderte Grenell, die Hisbollah in Deutschland zu verbieten. Das Bundesinnenministerium gab das Verbot am 30. April 2020 bekannt; Grenell zeigte sich zufrieden.
Grenell hatte im März 2020 angekündigt, sein Amt als Botschafter abzugeben und trat am 1. Juni 2020 zurück. Das Amt blieb bis 2022 vakant, als mit Amy Gutmann die erste Frau Botschafterin der Vereinigten Staaten im vereinigten Deutschland wurde.

## Serbien/Kosovo
Nachdem das US-Außenministerium im August 2019 Matthew Palmer zum Sondergesandten für den West-Balkan benannt hatte, machte Trump Grenell zum Sondergesandten des US-Präsidenten für Serbien und Kosovo. Albin Kurti, vom 3. Februar bis 3. Juni 2020 Ministerpräsident des Kosovo, klagte über den enormen Druck auf den Kosovo, durch den Grenell Fortschritte bei den Verhandlungen erzwingen wolle. Statt dem wachsenden chinesischen und russischen Einfluss auf den Balkan gemeinsam mit europäischen Partnern zu begegnen, so Edward P. Joseph, versuche die Trump-Regierung kurzfristige, öffentlichkeitswirksame Schritte im Alleingang zu inszenieren. Zudem habe Grenell Serbien einen Verhandlungsvorteil verschafft.
Majda Ruge vom European Council on Foreign Relations wies darauf hin, dass sich die Konfliktparteien nicht auf eine gemeinsame Erklärung einigen konnten. Sie urteilte, das Anfang September präsentierte Ergebnis bedeute keinerlei Fortschritt, sondern lediglich die Wiederholung alter Versprechungen. Auch die New York Times betonte, es handele sich um unverbindliche Absichtserklärungen der beiden Konfliktparteien.
Serbien verpflichtete sich als Teil des Abkommens, seine Botschaft nach Jerusalem zu verlegen. Grenells kosovarischer Verhandlungspartner Hashim Thaçi trat nach der Anklage des Kosovo-Sondertribunals wegen Kriegsverbrechen vom Amt des Präsidenten zurück.

## Privates
In den Vereinigten Staaten war Grenells Ernennung zum Botschafter von besonderem öffentlichem Interesse, weil er dadurch der höchstrangige offen schwule Politiker in Trumps Regierungsapparat wurde.  Als Grenell den vakanten Posten des Director of National Intelligence kommissarisch füllte, war er das erste offen schwule Kabinettsmitglied. Kritiker wiesen im Juni 2020 darauf hin, dass die Trump-Regierung zahlreiche Maßnahmen zum Nachteil der LGBT-Community ergriffen hat.
Grenells Lebensgefährte ist Matt Lashey.